# Dizaxlı
Dizaxlı (ryska: Дизахлы) är en ort i Azerbajdzjan.   Den ligger i distriktet Qəbələ, i den centrala delen av landet, 190 km väster om huvudstaden Baku. Dizaxlı ligger 352 meter över havet och antalet invånare är 525.
Terrängen runt Dizaxlı är varierad. Närmaste större samhälle är Mirzabeyli, 8,4 km nordost om Dizaxlı.
Trakten runt Dizaxlı består till största delen av jordbruksmark. Runt Dizaxlı är det ganska tätbefolkat, med 58 invånare per kvadratkilometer.